# Trachenau
Trachenau war ein Dorf südlich von Leipzig, das mit seinem Ortsteil Treppendorf im Jahr 1962 dem Braunkohlebergbau des Tagebaus Witznitz II zum Opfer fiel. Einzig der ehemalige Ortsteil Gaulis überlebte die Zeit des Braunkohleabbaus. 1964 wurden die Fluren der devastierten Orte Trachenau und Treppendorf sowie Gaulis nach Böhlen eingemeindet. Sie liegen heute im Landkreis Leipzig im Freistaat Sachsen.

## Lage

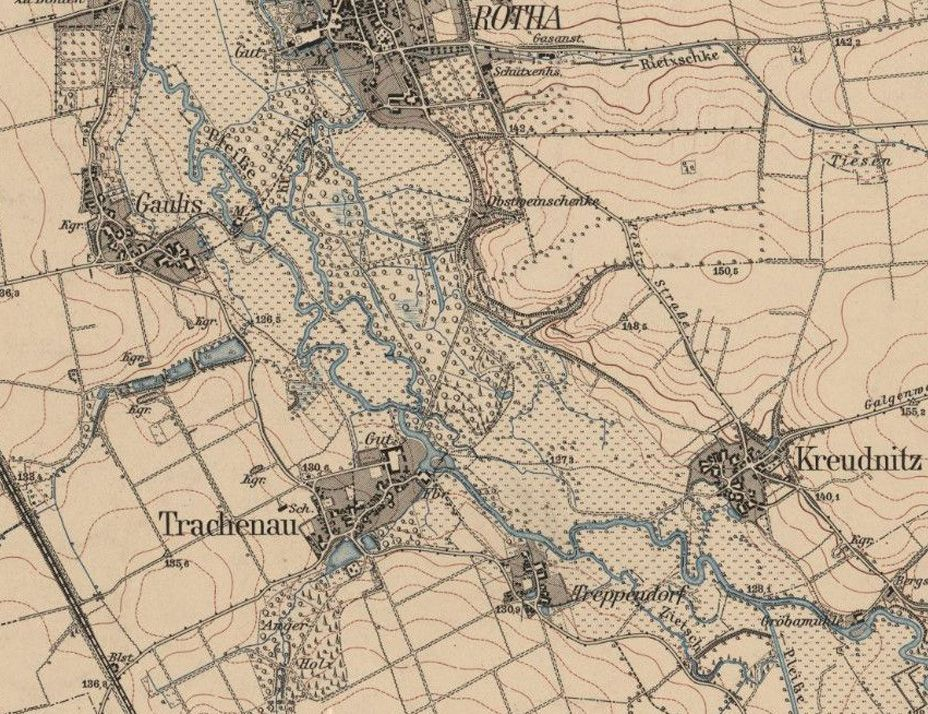
Trachenau mit Treppendorf und Gaulis auf einer Karte von 1908,
noch ohne Stausee Rötha

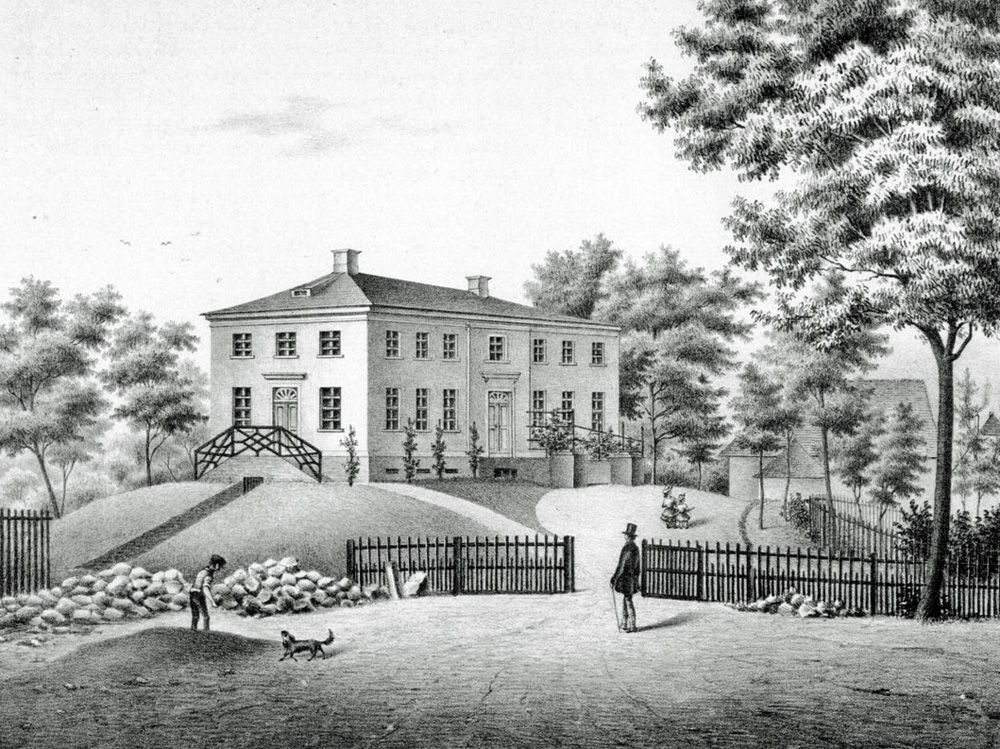
Das Herrenhaus des Gutes um 1850

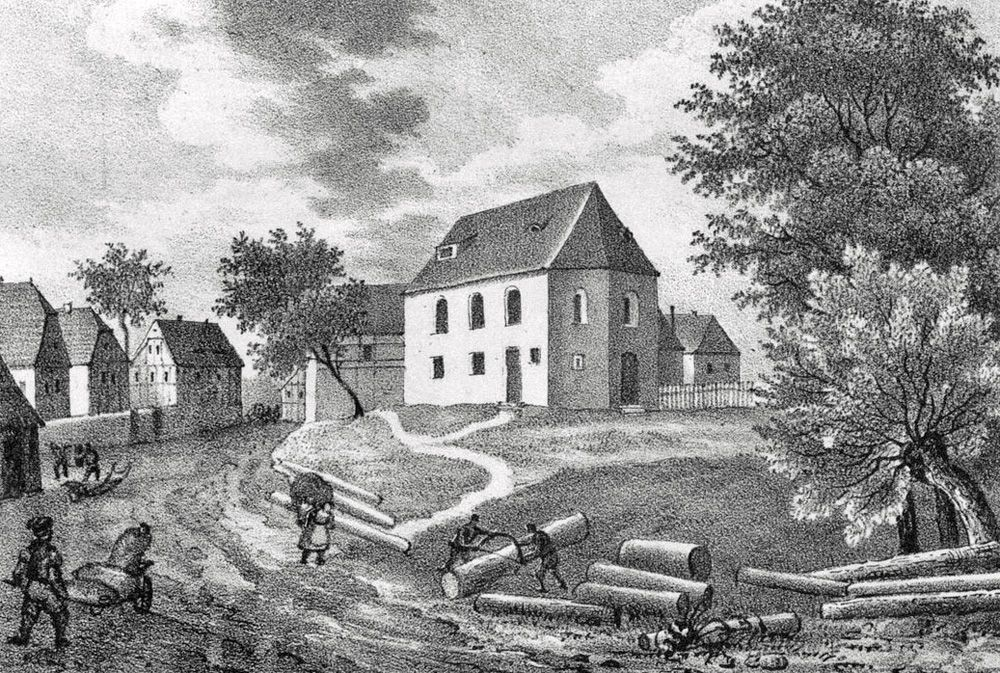
Die Kirche um 1840

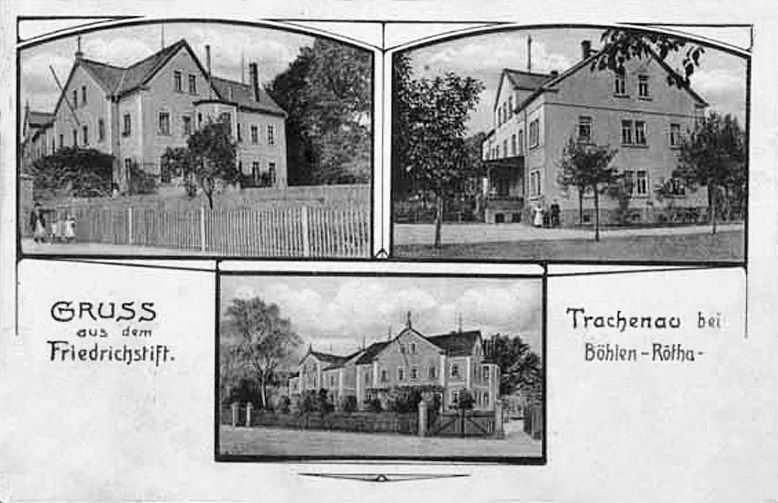
Das Friedrichsstift

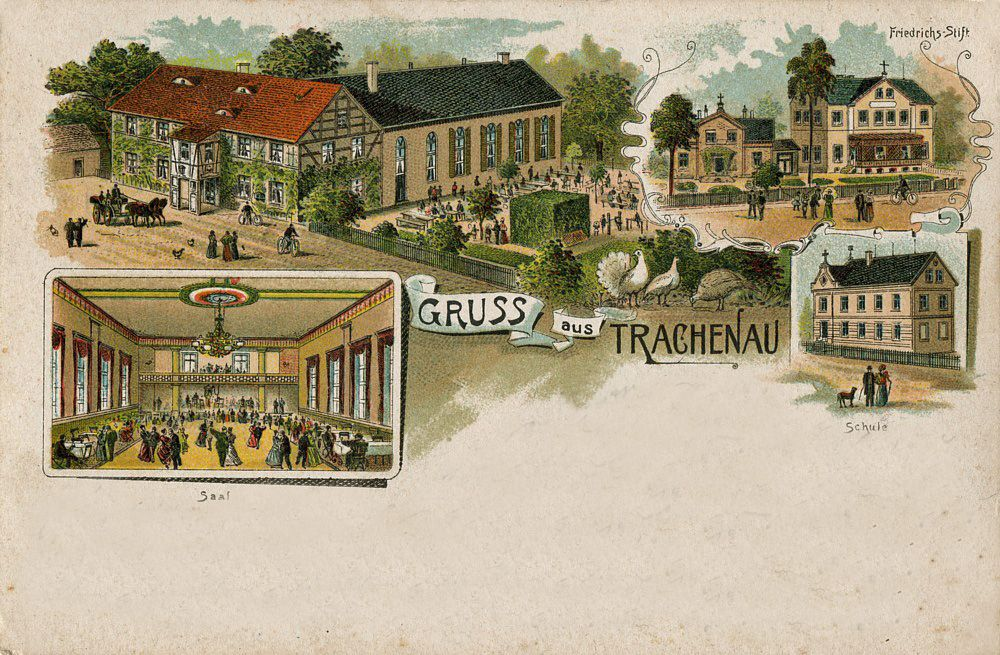
Grußkarte aus Trachenau

Trachenau lag wie seine ehemaligen Ortsteile Treppendorf und Gaulis südlich von Leipzig, Böhlen und Rötha am Westufer des ursprünglichen Verlaufs der Pleiße. Trachenau und Treppendorf befanden sich südlich des Stausees Rötha, dessen Südteil wie die beiden Orte durch den Braunkohleabbau verschwand. Gaulis liegt westlich des Stausees.
Der rekultivierte Standort von Trachenau liegt heute etwa 700 Meter südlich des nahe dem Südwestende des Röthaer Stausees gelegenen Trachenauer Pleißewehrs. Die ehemalige Ortslage von Treppendorf befindet sich am Westrand des Kahnsdorfer Sees.

## Geschichte
Trachenau wurde erstmals 1157 im Zusammenhang mit einem Otto de Thraconov erwähnt. Aus dem ehemaligen Rittersitz entwickelte sich im 17. Jahrhundert ein Rittergut. Besitzer waren die Familien Ponickau, Minckwitz, Wiedemann und Peres. Von der Familie Schönfeld kam es 1783 für 34.000 Taler an die Friesens im benachbarten Rötha. 1923 mussten die von Friesen das Rittergut Trachenau zum vorgesehenen Kohleabbau an den Sächsischen Staatsfiskus abtreten.
Bereits zwischen dem 6. und 10. Jahrhundert soll es in der Gegend des späteren Trachenau eine sorbische Siedlung gegeben haben. 1430 wurde Trachenau von den Hussiten heimgesucht. Im Dreißigjährigen Krieg hatten die Bewohner Trachenaus unter Pest und Plünderung zu leiden.
Der Ort war auch häufig von Hochwassern der Pleiße betroffen, so von einem besonders verheerenden im Jahr 1771. 1701 war der Turm der Kirche durch Blitzschlag beschädigt worden. Zwischen 1751 und 1754 wurde die alte Kirche abgerissen und an gleicher Stelle eine neue errichtet, diesmal ohne Turm. Die Glocken hingen nun im Dachstuhl. Die Kirche war ein rechteckiger ziegelgedeckter Baukörper mit einem polygonalen Abschluss. 1760 stiftete der damalige Gutsbesitzer J. G. von Schönfeld der Kirche eine Orgel, die vom Orgelbauer Jacob Oertel errichtet wurde.
1874 wurde ein christliches Pflegeheim, das Friedrichstift, eröffnet. 1907 nahm eine Papierfabrik ihre Arbeit auf, und 1911 wurde die Schule neu erbaut.
Trachenau und Treppendorf lagen bis 1856 im kursächsischen bzw. königlich-sächsischen Amt Borna, Gaulis hingegen im Kreisamt Leipzig. Ab 1856 gehörten Trachenau und Gaulis zum Gerichtsamt Rötha, Treppendorf zum Gerichtsamt Borna. 1875 wurden alle drei Orte der Amtshauptmannschaft Borna angegliedert.
1935 wurden Gaulis und Treppendorf nach Trachenau eingemeindet. Nördlich von Trachenau und östlich von Gaulis entstand zwischen 1938 und 1942 der Stausee Rötha zum Hochwasserschutz und für die sich entwickelnde Braunkohleindustrie der Region.
Nachdem im südlich der Orte gelegenen Tagebau Witznitz II im Jahr 1960 mit Anlage des Drehpunkts Kahnsdorf das Baufeld 2 eröffnet worden war, rückte das drohende Aus für Trachenau und Treppendorf in greifbare Nähe. In Vorbereitung des Kohleabbaus wurde die Pleiße im Westen um den Tagebau herumgeführt. Trachenau (450 Einwohner) und Treppendorf (120 Einwohner) wurden zwischen 1962 und 1965 ausgesiedelt und 1968/69 überbaggert. Ein Erinnerungsstück an Trachenau ist ein wahrscheinlich in der ersten Hälfte des 16. Jahrhunderts geschaffenes großes Holzkruzifix, das jetzt in der Stadtkirche Borna hängt.
Kurze Zeit darauf wurden der Südteil des Stausees Rötha und die Ortslage Kreudnitz devastiert. 1964 wurden die Fluren der beiden abgebaggerten Orte zusammen mit dem vom Tagebau verschonten Ort Gaulis nach Böhlen eingemeindet.
Zur Zeit der Deutschen Wiedervereinigung 1989/90 war auch Gaulis von der geplanten Aussiedlung und Devastierung durch den Tagebau Witznitz II betroffen. Bis 2015 sollten im Abbaufeld Gaulis rund 50 Millionen Tonnen Kohle gefördert werden. Die mit der Deutschen Wiedervereinigung einhergehende wirtschaftspolitische Veränderung führte jedoch zu einem drastischen Rückgang des Braunkohlebedarfs, wodurch der Tagebau trotz vorhandener Lagerstätten bis 1993 vorzeitig stillgelegt wurde. Somit blieb Gaulis von der Umsiedlung und Abbaggerung verschont.